# Sherfield on Loddon
Sherfield on Loddon – wieś w Anglii, w hrabstwie Hampshire, w dystrykcie Basingstoke and Deane. Leży 38 km na północny wschód od miasta Winchester i 66 km na zachód od Londynu. W 2001 miejscowość liczyła 1636 mieszkańców.